# Maria Francisca Bia
Pour les articles homonymes, voir Bia.
Maria Francisca ("Mimi") Bia, plus tard Engelman-Bia, puis de Vries-Bia, née le 9 septembre 1809 à Amsterdam, et morte le 13 juillet 1889 dans la même ville, est une danseuse néerlandaise, chanteuse d'opéra, interprète et metteur en scène de théâtre. Vers le milieu du XIXe siècle, avec Jacoba Maria Majofski et Christina Elisabeth da Silva, elle était l'une des actrices les plus importantes des Pays-Bas, à une époque où les pièces de spectacle, les comédies et les mélodrames dominaient de plus en plus le répertoire.

## Biographie
Mimi Bia est la fille du danseur Jean Lambert Bia (1767-1829) et de la danseuse Catherina Rebecca Gravé (1782-1846). Les deux parents sont liés au théâtre d'Amsterdam, ce qui permet à Mimi d'entrer très tôt en contact avec le monde du théâtre. À un jeune âge, elle danse de petits rôles dans des ballets. Elle attire l'attention de la danseuse Polly Cuninghame et de l'actrice Johanna Wattier (en), entre autres. À l'âge de dix ans, Wattier lui donne son premier rôle sérieux, un rôle de travesti en tant que Roi Joas dans la tragédie Athalia de Jean Racine. Dans les années 1820, elle étudie à la Society for Exalted eloquence, une sorte école d'art dramatique avant la lettre, fondée par Geertruida Jacoba Hilverdink (nl), Samuel Wiselius (en) et Cornelis van der Vliet. À l'âge de quatorze ans, elle chante son premier rôle de soprano dans la version néerlandaise de l'opéra Le Barbier de Séville de Rossini, la première représentation de cet opéra aux Pays-Bas. Quelques années plus tard, elle chante le rôle de Fenella dans La Muette de Portici de Daniel-François-Esprit Auber.

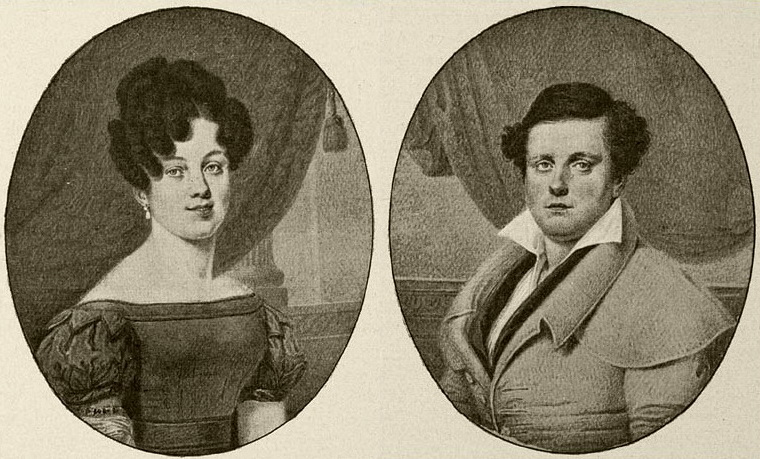
Le couple Engelman-Bia vers 1835.

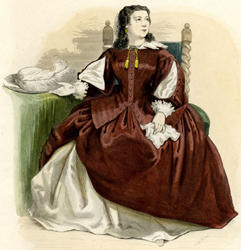
Bia dans le rôle de la Duchesse de Marlborough. (Charles Rochussen, 1841)

En 1827, Bia est nommée à un poste permanent à la Stadsschouwburg. Un an plus tard, elle épouse l'acteur de quatorze ans, Reinier Engelman, qu'elle a rencontré au théâtre. Ensemble, ils ont quatre filles, dont la deuxième est morte jeune. Pendant ce temps, Bia s'est développée en tant que membre du personnel polyvalent, en plus de ses performances en tant que danseuse et chanteuse. Son apparence gracieuse et sa forte présence sur scène ont séduit le public. Nicolaas Beets a fait l'éloge de sa voix puissante et claire et de sa prononciation claire.
En 1841, Reinier Engelman devient co-directeur du Stadsschouwburg d'Amsterdam, avec le beau-frère de Mimi, Andreas Voitus de Hamme, et son futur second mari, Jan Eduard de Vries. Cette nomination a donné à Bia beaucoup d'influence sur la programmation et le casting dans le théâtre, ce qui a provoqué beaucoup d'agitation parmi les joueurs. Parce que pour les deux autres " premières actrices ", Jacoba Maria Majofski (nl) et Christine Elisabeth da Silva, il restait de moins en moins de rôles principaux, elles ont démissionné du théâtre au milieu des années 40. Ils ont été remplacés, entre autres, par deux filles du couple Engelman-Bia : Reinardina Engelman (1829-na 1851) et Wilhelmina Johanna Reiniera Engelman (1834-1902). Cette dernière en particulier est devenue une actrice à succès. Mimi Bia lui-même a revendiqué les rôles principaux les plus attrayants pour lui-même. Outre le théâtre d'Amsterdam, elle se produit également ailleurs, notamment à La Haye et à Rotterdam, et en 1842 au Théâtre-Français à Paris, où elle se voit proposer un contrat de comédienne, ce qu'elle refuse.
Reinier Engelman meurt en 1845 après une longue maladie. Pourtant, six mois plus tard, sa veuve a célébré son 25e anniversaire avec la pièce de théâtre Ruwaardes Geertruida, écrite spécialement pour elle par Jacob van Lennep, suivie de la comédie Moederliefde et d'un mot de remerciement en rimes. À l'occasion de cet anniversaire, Van Lennep a également écrit un éloge funèbre.
En 1859, Bia dit au revoir au Stadsschouwburg d'Amsterdam et part pour Rotterdam, où Jan Eduard de Vries est devenu directeur du théâtre néerlandais et de l'opéra allemand. Le 17 janvier 1861, elle donna un spectacle-bénéfice à Utrecht pour les victimes de l'inondation dans le Bommelerwaard, où elle pouvait être vue dans son rôle préféré de Juffrouw Serklaas dans la pièce du même nom de Hendrik Jan Schimmel (en). Peu de temps après, elle a dit au revoir à la scène.
En 1865, Bia a épousé Jan Eduard de Vries. Deux ans plus tard, elle est retournée avec lui à Amsterdam, où il est devenu directeur du Paleis voor Volksvlijt. Le 24 novembre 1868, Mimi Bia donne son dernier spectacle bénéfice pour l'Apollo Society à Amsterdam, en tant que Miss Serklaas. En 1875, son mari mourut et Mimi hérita de la propriété et de l'exploitation du théâtre d'Utrecht. Le théâtre sur le Vredenburg était en mauvais état et en 1880 il a été forcé de vendre le bâtiment, après qu'une explosion de gaz s'est produite lors d'un spectacle et que la municipalité a refusé de subventionner le théâtre.
On sait peu de choses sur les dernières années de la vie de Bia. Elle meurt à l'âge de 79 ans à Amsterdam. Son corps est inhumé dans la tombe de son second mari au Vieux cimetière oriental (aujourd'hui Oosterpark).

## Rôles importants
Quelques-uns des nombreux rôles que Mimi Bia a joué (par ordre alphabétique) :
- Bartholda van Swieten, dans Juffrouw Serklaas de Hendrik Jan Schimmel (en)
- Gertrude de Saxe, dans Ruwaardes Geertruida de Jacob van Lennep
- Inês de Castro, dans Ines de Castro de Rhijnvis Feith
- Katherina Morton, dans Nacht en morgen de Charlotte Birch-Pfeiffer
- Pieternel, dans De bruiloft van Kloris en Roosje (nl) de Dirk Buysero (nl)

## Héritage
Plusieurs portraits peints et dessinés par Van Bia ont été conservés, dont l'un se trouve dans la galerie de portraits de la Stadsschouwburg Amsterdam, une peinture à l'huile de Hendrik A. Sangster de 1866.